# Supercopa da Espanha de 2022–23
A Supercopa da Espanha de 2023 foi a 39.ª edição do torneio, uma competição anual de futebol para clubes do sistema da liga espanhola de futebol que tiveram sucesso em suas principais competições na temporada anterior.

## Qualificação
O torneio apresenta os campeões e vice-campeões da Copa del Rey de 2021–22 e da La Liga de 2021–22.

### Equipes qualificadas
As quatro equipes a seguir se classificaram para o torneio. 
| Equipe      | Método de qualificação                  | Participações | Última participação como | Desempenho   | Desempenho   | Desempenho     |
| Equipe      | Método de qualificação                  | Participações | Última participação como | Vencedor(es) | Vice-campeão | Semifinalistas |
| ----------- | --------------------------------------- | ------------- | ------------------------ | ------------ | ------------ | -------------- |
| Betis       | Vencedor da Copa del Rey de 2021–22     | 2             | Vice-campeão de 2005     | –            | 1            | –              |
| Real Madrid | Vencedor da La Liga de 2021–22          | 19            | Vencedor de 2021–22      | 12           | 5            | 1              |
| Valencia    | Vice-campeão da Copa del Rey de 2021–22 | 6             | Semifinalista de 2019–20 | 1            | 3            | 1              |
| Barcelona   | Vice-campeão da La Liga de 2021–22      | 27            | Semifinalista de 2021–22 | 13           | 11           | 2              |

## Partidas
- Os horários listados são UTC+3.
- Todas as três partidas estão sendo realizadas no Estádio Internacional Rei Fahd, em Riade, na Arábia Saudita. [4]

### Suporte
|  | Semifinais                    | Semifinais |                               |       | Final | Final |
|  |                               |            |                               |       |       |       |
|  | 11 de janeiro de 2023 – Riade |            |                               |       |       |       |
|  |                               |            |                               |       |       |       |
|  | Real Madrid (pen.)            | 1 (4)      |                               |       |       |       |
|  | Real Madrid (pen.)            | 1 (4)      | 15 de janeiro de 2023 – Riade |       |       |       |
|  | Valencia                      | 1 (3)      |                               |       |       |       |
|  | Valencia                      | 1 (3)      | Real Madrid                   | 1     |       |       |
|  | 12 de janeiro de 2023 – Riade |            | Real Madrid                   | 1     |       |       |
|  |                               | Barcelona  | 3                             |       |       |       |
|  | Real Betis                    | Barcelona  | 3                             | 2 (2) |       |       |
|  | Real Betis                    |            |                               | 2 (2) |       |       |
|  | Barcelona (pen.)              | 2 (4)      |                               |       |       |       |
|  | Barcelona (pen.)              | 2 (4)      |                               |       |       |       |

### Semifinais
| 11 de janeiro | Real Madrid        | 1 – 1 (pro.) | Valencia | Estádio Internacional Rei Fahd, Riade                      |
| 22:00         | Benzema 39' (pen.) | Relatório    | Lino 46' | Público: 50 492 Árbitro: ESP Alejandro Hernández Hernández |

|                              |       | Penalidades                         |  |
| Benzema Modrić Kroos Asensio | 4 – 3 | Cavani Cömert Moriba Guillamón Gayà |  |

| 12 de janeiro | Betis                  | 2 – 2 (pro.) | Barcelona                  | Estádio Internacional Rei Fahd, Riade                |
| 22:00         | Fekir 77' · Loren 101' | Relatório    | Lewandowski 40' · Fati 93' | Público: 38 629 Árbitro: ESP Carlos del Cerro Grande |

|                                    |       | Penalidades                   |  |
| Willian José Loren Juanmi Carvalho | 2 – 4 | Lewandowski Kessié Fati Pedri |  |

### Final
| 15 de janeiro | Real Madrid   | 1 – 3     | Barcelona                              | Estádio Internacional Rei Fahd, Riade                     |
| 22:00         | Benzema 90+3' | Relatório | Gavi 33' · Lewandowski 45' · Pedri 69' | Público: 57 340 Árbitro: ESP Ricardo de Burgos Bengoetxea |

| Real Madrid | Barcelona |

| G               | 1  | Thibaut Courtois  |     |     |
| LD              | 2  | Dani Carvajal     |     | 72' |
| Z               | 3  | Éder Militão      |     |     |
| Z               | 22 | Antonio Rüdiger   |     |     |
| LE              | 23 | Ferland Mendy     | 32' |     |
| V               | 8  | Toni Kroos        |     | 72' |
| M               | 10 | Luka Modrić       |     | 65' |
| M               | 12 | Eduardo Camavinga |     | 46' |
| A               | 15 | Federico Valverde | 82' |     |
| A               | 9  | Karim Benzema     |     |     |
| A               | 20 | Vinícius Júnior   |     |     |
| Substitutos:    |    |                   |     |     |
| G               | 13 | Andriy Lunin      |     |     |
| G               | 26 | Luis López        |     |     |
| Z               | 5  | Jesús Vallejo     |     |     |
| Z               | 6  | Nacho             |     | 72' |
| LD              | 16 | Álvaro Odriozola  |     |     |
| M               | 19 | Dani Ceballos     |     | 65' |
| M               | 31 | Mario Martín      |     |     |
| A               | 7  | Eden Hazard       |     |     |
| A               | 11 | Marco Asensio     |     | 72' |
| A               | 21 | Rodrygo           |     | 46' |
| A               | 24 | Mariano           |     |     |
| Treinador:      |    |                   |     |     |
| Carlo Ancelotti |    |                   |     |     |

| G            | 1  | Marc-André ter Stegen |     |     |
| LD           | 4  | Ronald Araújo         | 68' | 86' |
| Z            | 23 | Jules Koundé          |     |     |
| Z            | 15 | Andreas Christensen   | 49' |     |
| LE           | 28 | Alejandro Balde       |     |     |
| V            | 5  | Sergio Busquets       |     |     |
| M            | 21 | Frenkie de Jong       |     | 87' |
| M            | 30 | Gavi                  |     | 90' |
| A            | 7  | Ousmane Dembélé       |     | 78' |
| A            | 9  | Robert Lewandowski    |     |     |
| A            | 8  | Pedri                 |     | 90' |
| Substitutos: |    |                       |     |     |
| G            | 13 | Iñaki Peña            |     |     |
| G            | 36 | Arnau Tenas           |     |     |
| LE           | 17 | Marcos Alonso         |     |     |
| LE           | 18 | Jordi Alba            |     |     |
| Z            | 24 | Eric García           |     | 86' |
| LD           | 20 | Sergi Roberto         |     | 90' |
| M            | 19 | Franck Kessié         |     | 87' |
| A            | 10 | Ansu Fati             |     | 90' |
| A            | 11 | Ferran Torres         |     |     |
| A            | 14 | Memphis Depay         |     |     |
| A            | 22 | Raphinha              |     | 78' |
| Treinador:   |    |                       |     |     |
| Xavi         |    |                       |     |     |

| Homem do Jogo: Gavi (Barcelona) Árbitros assistentes: Roberto Díaz Pérez del Palomar Jon Núñez Fernández Quarto árbitro: Alejandro Muñiz Ruiz Árbitro assistente reserva: Diego Sánchez Rojo Árbitro assistente de vídeo: José Luis González González Árbitro assistente do árbitro de vídeo: Juan Luis Pulido Santana | Regras - 90 minutos. - 30 minutos de prorrogação, se necessário. - Disputa de pênaltis se o placar ainda estiver empatado. - Onze substitutos nomeados. - Máximo de cinco substituições, com uma sexta permitida na prorrogação. |